# Шарай (деревня)
 Шарай  — деревня в Бавлинском районе Татарстана. Входит в состав Покровско-Урустамакского сельского поселения.

## География
Находится в юго-восточной части Татарстана на расстоянии приблизительно 14 км по прямой на юг от районного центра города Бавлы у речки Ваешур.

## История
Основана в 1920-х годах.

## Население
Постоянных жителей было: в 1926 — 80, в 1938—126, в 1949—123, в 1958—151, в 1970—168, в 1979 — 89, в 1989 — 57, в 2002 − 39 (татары 92 %), 33 в 2010.